# Sandokan doriae
Espèce
Synonymes
- Oncopus doriae Thorell, 1876

Sandokan doriae est une espèce d'opilions laniatores de la famille des Sandokanidae.

## Distribution
Cette espèce est endémique du Sarawak en Malaisie. Elle se rencontre dans la région de Kuching.

## Description
Le mâle holotype mesure 8,25 mm.
Les mâles mesurent de 7,92 à 8,39 mm et les femelles de 7,08 à 8,17 mm.

## Systématique et taxinomie
Cette espèce a été décrite sous le protonyme Oncopus doriae par Thorell en 1876. Le nom Oncopus Thorell, 1876 étant préoccupé par Oncopus Herrich-Schaeffer, 1855, il est remplacé par Sandokan par Özdikmen et Kury en 2007.

## Étymologie
Cette espèce est nommée en l'honneur de Giacomo Doria.

## Publication originale
- Thorell, 1876 : « Descrizione di alcune specie di Opilioni dell' Arcipelago Malese appartenenti al Museo Civico di Genova. » Annali del Museo Civico di Storia Naturale di Genova, vol. 9, p. 111–138 (texte intégral).